# Под новим крововима
„Под новим крововима” је југословенска телевизијска серија снимљена 1969. године у продукцији ТВ Загреб.
| Назив                           | Датум              |
| ------------------------------- | ------------------ |
| Либертименто за даду и оркестар | 17.септембра 1969. |
| Састанак у бијелом              | 24.септембра 1969. |
| Манекенка                       | 15.октобра 1969.   |

## Улоге
| Глумац           | Улога        |
| ---------------- | ------------ |
| Иво Сердар       | (3 еп. 1969) |
| Божидарка Фрајт  | (1 еп. 1969) |
| Љиљана Газдић    | (1 еп. 1969) |
| Ана Херцигоња    | (1 еп. 1969) |
| Ана Карић        | (1 еп. 1969) |
| Стево Крњајић    | (1 еп. 1969) |
| Емил Кутијаро    | (1 еп. 1969) |
| Миодраг Лончар   | (1 еп. 1969) |
| Раде Марковић    | (1 еп. 1969) |
| Антун Налис      | (1 еп. 1969) |
| Миа Оремовић     | (1 еп. 1969) |
| Ангел Палашев    | (1 еп. 1969) |
| Едо Перочевић    | (1 еп. 1969) |
| Станислава Пешић | (1 еп. 1969) |
| Јожа Шеб         | (1 еп. 1969) |

Комплетна ТВ екипа  ▼
| Редитељ    | Јоаким Марушић   | (3 еп. 1969) |
| Сценариста | Бранислав Глумац | (3 еп. 1969) |
| Сценариста | Алојз Мајетић    | (3 еп. 1969) |